# NRBQ
NRBQ je americká rocková skupina, založená v roce 1967. Skupinu založili Steve Ferguson a Terry Adams. Nejznámější sestavou skupiny byl kvartet ve složení Terry Adams (klávesy), Joey Spampinato (baskytara), Al Anderson (kytara) a Tom Ardolino (bicí). Skupina se rozpadla v roce 2004. Oznovu byla jednorázově obnovena v roce 2007 a od roku 2011 hraje dodnes.
Kytarista a zpěvák Steve Ferguson zemřel 7. října 2009 ve věku 60 let. Bubeník Tom Ardolino zemřel 6. ledna 2012 ve věku 56 let.